# موليتيرنو
موليتيرنو (بالإيطالية: Moliterno)‏ هي بلدية في مقاطعة بوتنسا في إقليم بازيليكاتا الإيطالي.

## السكان
في سنة 1861 بلغ عدد السكان 6٬615 نسمة، وتطور العدد ليصل في سنة 2011 لـ 4٬182 نسمة.
يظهر هذا المخطط البياني تطور النمو السكاني لـ موليتيرنو